# Lose Control (песня Missy Elliott)
«Lose Control» — песня американского рэпера Мисси Эллиот, записанная при участии певицы Сиарой и рэпера Fatman Scoop. Сингл с песней вышел 23 мая 2005 года, став главным синглом шестого студийного альбома Эллиот The Cookbook. Содержит семплы из песни группы Hot Streak «Body Work» и песни Cybotron «Clear».

## Концепт
Песня была написана Мелиссой Эллиотт, Сиарой Харрис, Исааком Фриманом, Ричардом Дэвисом и Кертисом Хадсоном. Продюсером песни была Эллиотт. Песня представляет собой быстрый электронный танцевальный трек и содержит семпл из песни «Clear» от Cybotron и «Body Work» от Hot Streak, участником которых был Кертис Хадсон.
В марте 2005 года Ciara подтвердила своё появление в альбоме The Cookbook, где будет петь и читать рэп на потенциально первом безымянном сингле того времени. Она объяснила смысл песни: «Это о музыке, о том, как музыка заставляет вас чувствовать и заставляет вас терять контроль».
Во время записи песни Эллиот сказала: «Единственный человек, который может что-то со мной сделать [на этом треке], — это Сиара, потому что это запись со скоростью». Она отметила, что самой сложной частью создания песни было убедить девушку читать рэп. В процессе Сиара спросила Эллиотт: «Это будет звучать не так? Мои фанаты будут в бешенстве».
Наряду с «On & On» «Lose Control» была выпущена до выхода студийного альбома, чтобы определить, какая песня станет главным синглом.

## Реакция критиков
Песня получила положительные отзывы критиков. Virgin Media поставила песне четыре звезды из пяти, назвав её «неотразимо танцевальной», и заявив, что семпл был «отличным дополнением к оригинальному материалу Cybotron». В обзоре альбома Джон Буш из AllMusic посчитал, что песня была «данью уважения к олдскульному джему для вечеринок, который Эллиот делает лучше, чем когда-либо». Брайан Хайатт из Rolling Stone назвал эту песню одним из «лучших треков» в альбоме. Песня получила золотой сертификат RIAA..
Видео на "Lose Control" было номинировано на шесть премий MTV Video Music Awards, включая "Прорыв видео", "Лучшая режиссура в видео", "Лучшая хореография в видео" и "Лучшие спецэффекты в видео". Он выиграл две награды: «Лучшее хип-хоп видео» и «Лучшее танцевальное видео». Он также получил премию Грэмми за лучшее короткометражное музыкальное видео, а сама песня была номинирована на лучшую рэп-песню. Видео получило награду Soul Train Lady of Soul Awards за лучшее музыкальное видео в стиле R&B/Соул или Рэп и было номинировано на премию Майкла Джексона за лучшее музыкальное видео в стиле R&B/Соул или Рэм и Лучшая танцевальная композиция в стиле R&B/Soul или Rap на церемонии вручения наград Soul Train Music Award. Оно также было номинировано на премию BET Awards 2006 в категории «Видео года» "Lose Control" вошла в список лучших песен 2005 года по версии Pitchfork Media (23-е место), Billboard Hot 100 (14), Hot R&B/Hip-Hop Songs (49), numbers 14 and 49 on the Billboard Hot 100 and the Hot R&B/Hip-Hop Songs, respectively и About.com (12).

## Список композиций
| - Промо-CD (США) 1. "Lose Control" (radio version) – 3:15 2. "Lose Control" (instrumental) – 3:32 3. "Lose Control" (explicit album version) – 3:34 - Двенадцатидюймовый сингл (Великобритания) A1. "Lose Control" (explicit version) A2. "Lose Control" (instrumental version) B1. "Lose Control" (extended version) | - CD и цифровая версия (Великобритания) 1. "Lose Control" (explicit album version) – 3:30 2. "Lose Control" (extended version) – 4:51 - Австралийский CD-сингл 1. "Lose Control" (explicit version) 2. "Lose Control" (extended version) 3. "Lose Control" (instrumental version) |

## Чарты
| Чарт (2005—2006)                             | Наивысшее место |
| -------------------------------------------- | --------------- |
| Австралия (ARIA)                             | 7               |
| Австралия (ARIA Urban)                       | 3               |
| Австрия (Ö3 Austria Top 40)                  | 70              |
| Бельгия/Фландрия (Ultratop 50)               | 24              |
| Бельгия/Валлония (Ultratop 50)               | 29              |
| Canada CHR/Pop Top 30 (Radio & Records)      | 12              |
| Дания (Tracklisten)                          | 6               |
| Europe (Eurochart Hot 100 Singles)           | 18              |
| Финляндия (Suomen virallinen lista)          | 7               |
| Германия (GfK)                               | 25              |
| Ирландия (IRMA)                              | 16              |
| Италия (FIMI)                                | 18              |
| Нидерланды (Dutch Top 40)                    | 39              |
| Нидерланды (Single Top 100)                  | 24              |
| Новая Зеландия (Recorded Music NZ)           | 2               |
| Швеция (Sverigetopplistan)                   | 43              |
| Швейцария (Schweizer Hitparade)              | 21              |
| Великобритания (OCC UK Singles)              | 7               |
| США (Billboard Hot 100)                      | 3               |
| США (Billboard Dance Club Songs) · (Remixes) | 5               |
| США (Billboard Dance/Mix Show Airplay)       | 13              |
| США (Billboard Hot R&B/Hip-Hop Songs)        | 6               |
| США (Billboard Hot Rap Songs)                | 3               |
| США (Billboard Pop Airplay)                  | 6               |
| US Pop 100 (Billboard)                       | 2               |
| США (Billboard Rhythmic)                     | 9               |

| Chart (2015)                          | Peak position |
| ------------------------------------- | ------------- |
| США (Billboard Hot R&B/Hip-Hop Songs) | 17            |

| Чарт (2005)                          | Место |
| ------------------------------------ | ----- |
| Австралия (ARIA)                     | 41    |
| Бельгия (Ultratop Flanders)          | 100   |
| UK Singles (OCC)                     | 61    |
| US Billboard Hot 100                 | 14    |
| US Hot R&B/Hip-Hop Songs (Billboard) | 49    |
| US Rhythmic (Billboard)              | 21    |

## Сертификации
| Регион                                                                      | Сертификация  | Продажи   |
| --------------------------------------------------------------------------- | ------------- | --------- |
| Великобритания (BPI)                                                        | Серебряный    | 200 000   |
| США (RIAA)                                                                  | 2× Платиновый | 2 000 000 |
| Данные о продажах + прослушиваниях приведены только на основе сертификации. |               |           |

## История релиза
| Страна         | Дата         | Формат(ы)                   | Лейбл(ы)          | Ref.   |
| -------------- | ------------ | --------------------------- | ----------------- | ------ |
| США            | 23 мая 2005  | Rhythmic contemporary radio | Goldmind Atlantic | [ 59 ] |
| США            | 13 июня 2005 | Contemporary hit radio      | Goldmind Atlantic | [ 60 ] |
| Великобритания | 20 июня 2005 | 12-inch vinyl CD            | Goldmind Atlantic | [ 61 ] |
| Австралия      | 4 июля 2005  | CD                          | Goldmind Atlantic | [ 62 ] |